# A Wall Street Tragedy
A Wall Street Tragedy er en amerikansk stumfilm fra 1916 af Lawrence Marston.

## Medvirkende
- Nat C. Goodwin - Norton
- Richard Neill - Ranson
- Mabel Wright - Mrs. Norton
- Mary Norton - Lois Norton
- Zola Telmzart - Yvette